# Ratpenat nasofoliat de Horsfield
El ratpenat nasofoliat de Horsfield (Hipposideros larvatus) és una espècie de ratpenat que es troba a Bangladesh, Cambodja, Xina, l'Índia, Indonèsia, Laos, Malàisia, Myanmar, Tailàndia i el Vietnam.